# 일류신 Il-96
일류신 Il-96은 1988년에 개발된 장거리용 4발 광동체 항공기로, 러시아의 일류신에 의해 개발되었다. 1992년에 최초로 러시아의 국영 항공사인 아에로플로트에서 도입했으며 로시야 항공, 쿠바 항공, 폴렛 에어가 이 기종을 사용하고 있다. 2014년을 마지막으로 아에로플로트에서는 전량 퇴역했다. 해당 기종은 2013년을 기해 생산이 중단되었다.

## 역사
Il-96-300은 러시아 대통령, 쿠바 대통령 전용기이다.
- 보잉 747, 미국 중국, 일본, 한국 대통령 전용기, 최대이륙중량 375톤, 제트엔진 4개, 항속거리 13,500 km
- 일류신 Il-96, 러시아 대통령 전용기, 최대이륙중량 250톤, 제트엔진 4개, 항속거리 13,500 km
- 일류신 Il-62, 북한 김정은 전용기, 최대이륙중량 165톤, 제트엔진 4개, 항속거리 10,000 km

김정은 위원장은 싱가포르 정상회담 때 시진핑 주석의 전용기인 보잉 747을 임차해서 사용했다. 최대이륙중량으로 비교해 보면, 일류신 Il-62은 보잉 767, 일류신 Il-96은 보잉 787 정도의 비행기이다. 보잉 787은 쌍발 엔진인데, 일류신 Il-96도 2025년까지 엔진 2개를 줄여 쌍발 엔진으로 개발할 것이라고 한다. 일류신 Il-96은 생산이 중단되었지만, 러시아에서 생산한 최대 크기의 여객기이다. 반면에 미국 역사상 최대의 여객기는 보잉 747이다.

## 세부 기종

### Il-96-300
Il-96의 기본형으로 길이 55.5m에 날개 끝 폭은 57.6m로 엔진은 러시아제의 높은 바이패스 비 터보팬 엔진, 페름 엔진제의 PS-90A (추력 157 kN)가 4발 탑재가 되었다. 항속 거리는 9,000km에서 최대 13,000km로 순항 속도는 880 km/h, 최대 이륙 중량은 240톤으로 표준 좌석 수는 235명을 수용할 수 있다. 1999년부터 러시아 대통령 전용기로 활약하고 있다. Il-96-300는 러시아의 항공사의 새로운 기함으로 기대를 모았으나 2005년 8월, 기체의 설계 결함이 발견되면서 취항이 중지된 적이 있다. 또한 보인 하부 갑판에서 승객의 승하차 방법은 채택되지 않으며, 일반적으로 같은 메인 데크를 적용했다. 동체 직경은 6.07m로 4발기인 에어버스 A340-300 항공기보다 43 cm 더 크다. 좌석 배치의 측면에서 이코노미 클래스의 좌석을 9열 배치하는 것이 가능하다. 화물칸의 경우 서쪽의 표준 LD3 컨테이너를 수용할 수 있다.

### Il-96M
Il-96-300의 동체를 8m 연장하고 기존보다 대형화를 하면서 엔진과 전자 장비를 서방에서 들어왔다. 전체 길이는 63.9m, 날개 끝 너비는 60.1m로 엔진은 프랫앤 휘트니의 PW2337에 4발기를 탑재했다. 수직 꼬리는 -300형보다 작아졌다. 항속 거리는 10,400km로 순항 속도는 880 km/h에 최대 이륙 중량 270톤으로 표준 좌석 수는 3 클래스 최대 300명으로 Il-96-300 모델과 달리 2명의 승무원 배치가 가능해졌다.

### Il-96T
Il-96M 화물형으로 화물 탑재량이 58톤으로 Il-96M과 동일하다.

### Il-96-400
Il-96M/T 기준으로, PS-90A1을 4발기를 탑재 했으며 400명까지 승객을 수송할 수 있다. 2 클래스의 정원은 332명에서 최대 340명까지 수용이 가능하며 3클래스 구성의 정원은 247명이다. 3클래스의 항속 거리는 약 11,300km로 Il-96M/T와 마찬가지로 2명의 승무원이 가능하다.

## 사건 및 사고

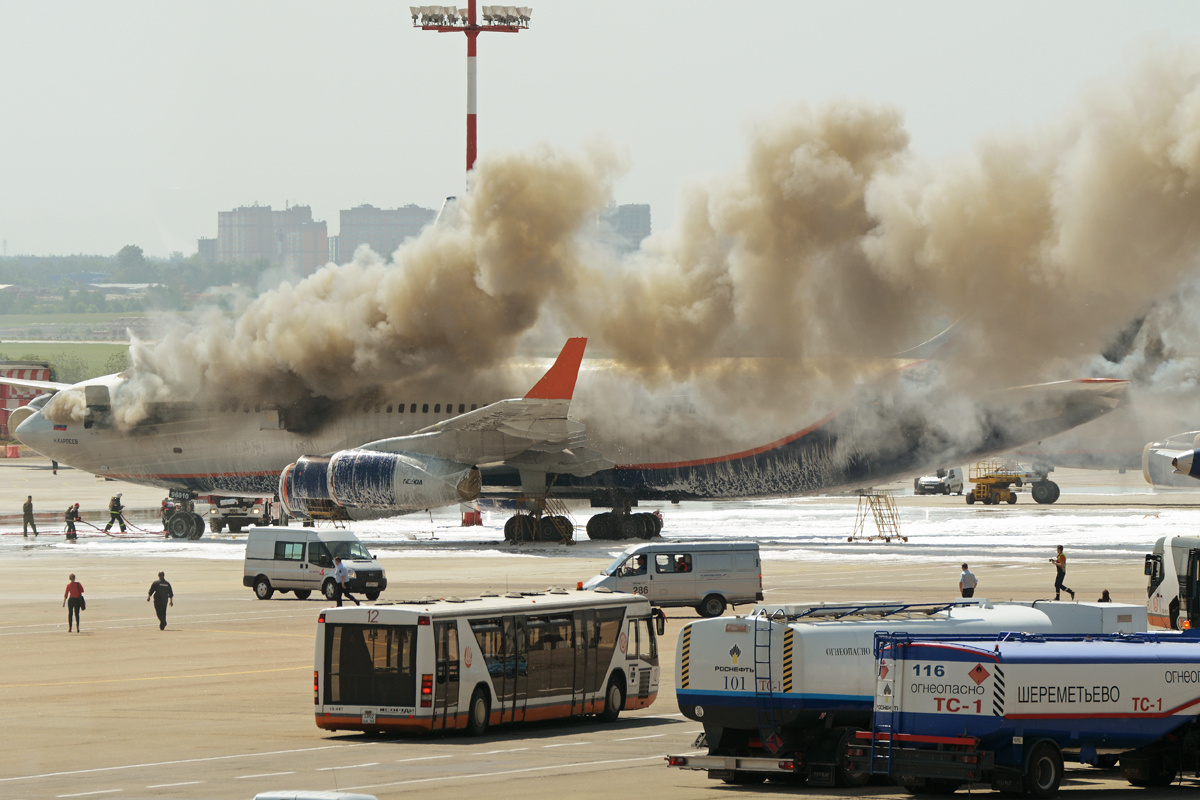
기체가 전소되는 모습

2014년 6월 3일 셰레메티예보 국제공항에서 아에로플로트 소속 RA-96010 기체에서 조종석에서 화재가 발생해 기내로 번지면서 기체가 전소되었지만, 다행히도 인명피해는 없었다.

## 같이 보기
관련 개발
- 맥도넬더글러스 MD-12
- 보잉 747
- 에어버스 A380

유사 항공기
- 에어버스 A340
- 일류신 Il-86
- 안토노프 An-124 - 러시아
- 안토노프 An-225 - 러시아